# Oberhalbgeroldsgrün
Oberhalbgeroldsgrün war ein Gemeindeteil der Gemeinde Geroldsgrün im Landkreis Hof (Oberfranken, Bayern).

## Geographie
Das ehemalige Dorf lag auf einer Höhe von 631 m ü. NHN und ist mittlerweile in der Ortsstraße „Schneidbergweg“ des Gemeindeteils Geroldsgrün aufgegangen.

## Geschichte
Oberhalbgeroldsgrün wurde 1741 erstmals schriftlich erwähnt. Es gehörte zur Realgemeinde Geroldsgrün. Gegen Ende des 18. Jahrhunderts gab es in Oberhalbgeroldsgrün acht Anwesen (3 Gütlein, 1 halbes Gütlein, 2 Viertelgütlein, 2 halbe Tropfhäuser). Das Hochgericht hatte das bayreuthische Kasten- und Richteramt Lichtenberg. Das bayreuthische Kastenamt Thierbach war Grundherr sämtlicher Anwesen.
Von 1797 bis 1808 unterstand der Ort dem Justiz- und Kammeramt Naila. Mit dem Gemeindeedikt wurde Oberhalbgeroldsgrün dem 1812 gebildeten Steuerdistrikt Geroldsgrün und der zugleich gebildeten Ruralgemeinde Geroldsgrün zugewiesen. In der Bayerischen Uraufnahme trug die Siedlung keinen Namen, in einer topographischen Karte des Jahres 1890 wurde sie erstmals als „Oberhalb Geroldsgrün“ verzeichnet.

### Einwohnerentwicklung
| Jahr      | 001885 | 001900 | 001925 | 001950 |
| Einwohner | 95     | 66     | 74     | 62     |
| Häuser    | 9      | 12     | 13     | 12     |
| Quelle    | [ 8 ]  | [ 9 ]  | [ 10 ] | [ 11 ] |

## Religion
Der Ort ist evangelisch-lutherisch geprägt und bis heute nach St. Jakob (Geroldsgrün) gepfarrt.